# Macropsalis forcipata
Macropsalis forcipata là một loài chim trong họ Caprimulgidae.